# Glonium parvulum
Glonium parvulum är en svampart som först beskrevs av W.R. Gerard, och fick sitt nu gällande namn av Pier Andrea Saccardo 1883. Glonium parvulum ingår i släktet Glonium och familjen Hysteriaceae.   Inga underarter finns listade i Catalogue of Life.